# Payen II d'Haïfa
 (juin 2025).
Payen II d'Haïfa, ou Payen II de Cayphas, mort avant octobre 1198, est un chevalier croisé franc, probablement d'origine occitane qui fut dans les États latins d'Orient seigneur d'Haïfa.
Il est le fils de Vivian d'Haïfa, précédent seigneur d'Haïfa, et de son épouse Béatrice, à qui il succède après la mort de ce dernier au plus tôt en 1168.
Il épouse vers 1165 Hodierne, fille de Joscelin Pisellus, avec qui il a au moins deux enfants :
- Rohard II d'Haïfa, qui succède à son père ;
- Renaud d'Haïfa, qui devient chambellan du royaume de Jérusalem.

En 1165, avec ses parents et son épouse, il fait un don à l'église du Saint-Sépulcre de Jérusalem.
À la mort de son père après 1168, il lui succède en tant que seigneur d'Haïfa et est cité pour la première fois avec ce titre dans une charte datée du 1er juin 1185 du roi Baudouin V de Jérusalem.
Haïfa est conquise par les Ayyoubides de Saladin en juillet 1187, qui rasent le château bâti par les Croisés. Payen se réfugie alors à Tyr où sa présence est attestée dans une charte de Conrad de Montferrat de mai 1188. Vers 1190, Haïfa repasse sous contrôle chrétien. Pendant la troisième croisade et le siège de Saint-Jean-d'Acre en 1191, il fait partie de l'entourage de Conrad de Montferrat. À la fin de la croisade, lorsque Richard Cœur de Lion retourne en Europe, la seigneurie de Haïfa est reconstruite par le roi Henri II de Champagne en octobre 1192 puis restituée à Payen.
La date de sa mort est inconnue mais survient au plus tard en octobre 1198 et son fils aîné Rohard II lui succède à la tête de la seigneurie.